# Liste der Ehrendoktoren der Universität Aveiro
Die Liste der Ehrendoktoren der Universität Aveiro führt alle Personen auf, denen von der Universität Aveiro (UA) die Doktorwürde ehrenhalber verliehen wurde.

## Ehrendoktoren
- 1988: Fernando Lopes Graça
- 1988: Manuel de Almeida Trindade
- 1988: Mário Corino de Andrade
- 1988: José Veiga Simão
- 1988: António de Arruda Ferrer Correia
- 1988: Manuel Rodrigues Lapa
- 1992: Gro Harlem Brundtland
- 1995: Richard John Brook
- 1997: Maria de Jesus Barroso
- 1998: Fernando Gil
- 1998: Sofia de Mello Breyner Andresen
- 1998: Nuno Rodrigo Martins Portas
- 1999: Lee S. Shulman
- 1999: João de Sousa Lopes
- 1999: Harold Croto
- 2000: Umberto Giuseppe Cordani
- 2002: Eugénio Lisboa
- 2003: Daciano Henrique Monteiro da Costa
- 2003: António Damásio
- 2004: João José Pedroso de Lima
- 2006: Gilberto dos Passos Gil Moreira
- 2006: João Manuel Rezende Picoito
- 2008: Jorge Fernando Branco de Sampaio
- 2010: Eduardo Manuel Barroso Garcia da Silva
- 2011: Alcino Soutinho
- 2011: Álvaro Siza Vieira
- 2011: Eduardo Souto de Moura